# Loi sur les municipalités
Lire en ligne

Texte officiel

La Loi sur les municipalités (Municipal Act en anglais) est une loi du Yukon au Canada adoptée en 1998 définissant le cadre juridique des administrations locales dans le territoire. Elle a été révisée en 2003, en 2008 et en 2015.

## Contenu
La Loi sur les municipalités définit le cadre légal de la création des administrations locales au Yukon,. Elle définit également les compétences et les responsabilités de ces administrations locales, c'est-à-dire de fournir « dans les limites de leur compétence, les services, les installations ou autres choses qui, selon elles, sont nécessaires ou utiles à l'ensemble ou à une partie de leurs collectivités ». La loi définit deux classifications de municipalités : les villes (cities en anglais) et les villages (towns).

## Histoire
La Loi sur les municipalités a été adoptée en 1998. Elle a été révisée à trois reprises, en 2003, en 2008 et en 2015,. En février 2008, la consultation pour la seconde révision de la loi a commencé. La révision la plus récente, datant de 2015, a commencé en 2012 avec la formation d'un comité de révision formé de membres du gouvernement et de l'Association of Yukon Communities qui avait la responsabilité d'effectuer un examen approfondi de la loi incluant des consultations publiques qui ont mené à une proposition de 11 modifications,. Les modifications ont été officiellement proposées lorsque le projet de loi 89 a été déposé à l'Assemblée législative du Yukon le 26 octobre 2015,,.